# IHF-Pokal 1986/87
Am IHF-Pokal 1986/87 nahmen 25 Handball-Vereinsmannschaften teil, die sich in der vorangegangenen Saison in ihren Heimatligen für den Wettbewerb qualifiziert hatten. Der Titelverteidiger war BM Granollers. Es war die 6. Austragung des IHF-Pokals. Im Finale konnte sich Granitas Kaunas gegen Atlético Madrid durchsetzen.

## Modus
Der Wettbewerb startete mit 9 Spielen in der 1. Runde, die Sieger zogen in die 2. Runde ein und auf die folgte das Viertelfinale. Atlético Madrid, Gladsaxe HG, SC Szeged, Slavia Prag, VfL Gummersbach, SC Magdeburg, Eskilstuna Guif zogen durch Freilos in die 2. Runde ein. Alle Runden inklusive des Finales wurden im K.-o.-System mit Hin- und Rückspiel durchgeführt. Der Gewinner des Finales war IHF-Pokal-Sieger der Saison 1986/87.

## 1. Runde
|                 | Gesamt |                    | Hinspiel | Rückspiel |
| --------------- | ------ | ------------------ | -------- | --------- |
| Sjundeå IF      | 32:59  | Granitas Kaunas    | 16:33    | 16:26     |
| HV Sittardia    | 55:37  | HBC Schifflange    | 25:13    | 30:24     |
| SMUC Marseille  | 40:41  | ABC Braga          | 19:16    | 21:25     |
| Pelister Bitola | 48:40  | AS Filippos Verias | 28:18    | 20:22     |
| Valur Reykjavík | 34:41  | IF Urædd Porsgrunn | 14:16    | 20:25     |
| BSV Bern        | 38:36  | Sporting Neerpelt  | 21:15    | 17:21     |
| ATSE Graz       | 58:30  | İTÜ Istanbul       | 32:13    | 26:17     |
| ZSKA Sofia      | 61:36  | SC Gaeta           | 30:17    | 31:19     |
| Byzantinos AO   | 44:39  | Hapoel Rechovot    | 20:20    | 24:19     |

## 2. Runde
|                 | Gesamt |                    | Hinspiel | Rückspiel |
| --------------- | ------ | ------------------ | -------- | --------- |
| Gladsaxe HG     | 32:63  | Granitas Kaunas    | 18:27    | 14:36     |
| Slavia Prag     | 44:40  | SC Szeged          | 23:18    | 21:22     |
| ATSE Graz       | 37:51  | VfL Gummersbach    | 20:28    | 17:23     |
| SC Magdeburg    | 61:39  | ABC Braga          | 26:21    | 35:18     |
| ZSKA Sofia      | 55:50  | Eskilstuna Guif    | 33:25    | 22:25     |
| Byzantinos AO   | 40:54  | IF Urædd Porsgrunn | 24:27    | 16:27     |
| BSV Bern        | 53:46  | HV Sittardia       | 28:19    | 25:27     |
| Atlético Madrid | 38:34  | Pelister Bitola    | 19:10    | 19:24     |

## Viertelfinals
|                    | Gesamt |                 | Hinspiel | Rückspiel |
| ------------------ | ------ | --------------- | -------- | --------- |
| Slavia Prag        | 39:49  | Granitas Kaunas | 16:26    | 23:23     |
| VfL Gummersbach    | 38:37  | SC Magdeburg    | 24:19    | 14:18     |
| IF Urædd Porsgrunn | 48:44  | ZSKA Sofia      | 23:18    | 25:26     |
| Atlético Madrid    | 49:41  | BSV Bern        | 22:15    | 27:26     |

## Halbfinals
|                    | Gesamt |                 | Hinspiel | Rückspiel |
| ------------------ | ------ | --------------- | -------- | --------- |
| Granitas Kaunas    | 39:38  | VfL Gummersbach | 22:12    | 17:26     |
| IF Urædd Porsgrunn | 42:53  | Atlético Madrid | 23:25    | 19:28     |

## Finale
|                 | Gesamt  |                 | Hinspiel | Rückspiel |
| --------------- | ------- | --------------- | -------- | --------- |
| Atlético Madrid | 41:41 * | Granitas Kaunas | 23:23    | 18:18     |

 Atlético Madrid – Granitas Kaunas  23:23 (13:12)
3. Mai 1987 im Palacio de los Deportes, Madrid, 6.000 Zuschauer.
Atlético Madrid: Lorenzo Rico, Claudio; Javier Reino (9/3), Ángel Hermida (5), Norwin Platzer (5/2), Paco Parrilla (3), Agustín Milián (1), Luisón García, Fernando, unbekannter Spieler, unbekannter Spieler, unbekannter Spieler
Trainer: Jordi Alvaro
Granitas Kaunas: Michailas Juska; Raimondas Valuckas (7), Vytautas Milašiūnas (6), Jonas Kaučikas (3/1), Romas Dumbliauskas (3), Gediminas Mikulėnas (2), Valius Babarskas (1), Valdemaras Novickis, Eugeninus Miknius, Kastytis Čebatorius, Algis Mockeliūnas, Remigijus Cikanauskas
Trainer: Antanas Skarbalius und Modestas Prakapas
Schiedsrichter:  Marin und Servan
 Granitas Kaunas – Atlético Madrid  18:18 (11:8)
10. Mai 1987 in Kaunas, ? Zuschauer.
Granitas Kaunas: Michailas Juska; Jonas Kaučikas (9/2), Romas Dumbliauskas (3), Algis Mockeliūnas (3), Valius Babarskas (2), Vytautas Milašiūnas (1), Raimondas Valuckas, Valdemaras Novickis, Gediminas Mikulėnas , Eugeninus Miknius , Kastytis Čebatorius, Remigijus Cikanauskas
Trainer: Antanas Skarbalius und Modestas Prakapas
Atlético Madrid: Lorenzo Rico, Claudio; Agustín Milián (5), Javier Reino (4/1) , Norwin Platzer (3), Luisón García (2), Alberto García (2)  , Paco Parrilla (1), Alberto Urdiales (1), Ángel Hermida, Orencio Alhambra Almodovar , Fernando
Trainer: Jordi Alvaro
Schiedsrichter:  Terje Anthonsen und Øivind Boldstadt